# Vincent Candela
Vincent Candela (ur. 24 października 1973 w Bédarieux) – francuski piłkarz, występujący na pozycji lewego obrońcy lub pomocnika, wraz z reprezentacją Francji zdobył tytuł mistrza świata 1998 i mistrza Europy 2000.
Vincent Candela zaczynał swoją karierę klubową w zespole Toulouse FC w 1992 roku. W Ligue 1 grał również w zespole EA Guingamp (w latach 1995–1997). W 1997 przeniósł się do Serie A, aby grać w drużynie AS Roma. Z Romą zdobył w 2001 roku mistrzostwo Włoch, wystąpił także w finale Superpucharu Włoch. Zaliczył występy w Lidze Mistrzów. W 2005 roku przeniósł się na Wyspy Brytyjskie, do klubu Premier League Bolton Wanderers, jednak nie pobył tam zbyt długo i w sezonie 2005/2006 powrócił do Serie A, do Udinese Calcio. Z Udinese odszedł latem 2006 do zespołu AC Siena, a w styczniu 2007 został zawodnikiem Messiny, z którą spadł z ligi.
W reprezentacji Francji Candela zagrał 40 razy i zdobył 5 bramek (1996–2002). Zazwyczaj grał jako zmiennik Bixente Lizarazu, czasem na pozycji prawego obrońcy. Na Mistrzostwach Świata 1998 zaliczył jedynie 1 mecz, zaś na Mistrzostwach Europy 2000 – dwa. Znalazł się także w kadrze Francji na igrzyska w Atlancie 1996 oraz na mundial w 2002 roku.
Dnia 5 czerwca 2009, meczem rozegranym na Stadionie Olimpijskim w Rzymie, pomiędzy reprezentacją Francji z MŚ '98 i składem Romy, który w sezonie 2000/01 zdobył Scudetto pożegnał się z piłką nożną.